# Elysius anomala
Elysius anomala är en fjärilsart som beskrevs av Jörgensen 1935. Elysius anomala ingår i släktet Elysius och familjen björnspinnare. Inga underarter finns listade i Catalogue of Life.